# 발렌틴 카르보니
발렌틴 카르보니(스페인어: Valentín Carboni, 2005년 3월 5일 ~ )는 아르헨티나의 축구 선수로, 현재 세리에 A의 제노아에서 뛰고 있다. 포지션은 공격형 미드필더이다.